# Gergely András (történész)
Gergely András (Sopron, 1946. május 23. – ?, 2021. május 3.) magyar történész, diplomata, egyetemi tanár, az MTA doktora, a Veritas Történetkutató Intézet munkatársa.

## Élete, szakmai működése
Édesapja Gergely Győző, édesanyja Benkő Anna. 1960-tól 1964-ig a Radnóti Miklós, illetve a Ságvári Endre Gimnázium tanulója Szegeden. 1964 és 1969 között az Eötvös Loránd Tudományegyetem Bölcsészettudományi Karán (ELTE BTK) tanult filozófiát és történelmet. 1969-től 1975-ig az MTA Történettudományi Intézetének munkatársa. 1976-tól 1981-ig az ELTE BTK Történeti Intézet magyar történeti tanszékének adjunktusa, 1981-től 1990-ig, majd 1995-től docense, 1998-tól egyetemi tanára 2013-ig. 2000-től 2006-ig az Andrássy Gyula Budapesti Német Nyelvű Egyetem tanára volt. Az ELTE mellett a 2006-tól Károli Gáspár Református Egyetem és 2013-tól az egyetem Doktori Iskolájának is oktatója, 2016-tól professor emeritus. 2014-től a Veritas Történetkutató Intézet munkatársa a Dualizmus-kori kutatócsoport vezetőjeként.
1980-tól a történettudományok kandidátusa, 1998-tól a Magyar Tudományos Akadémia doktora. Kutatási területe a 19. századi magyar politika-, eszme- és társadalomtörténet. Angol és holland középfokú, orosz és német felsőfokú nyelvvizsgával rendelkezik.
Tagja az MTA Történettudományi Bizottságának, és a Magyar–Osztrák Történész Vegyesbizottságnak. 1989-ben Ránki György-díjat kapott. 1991-ben a Magyar Köztársaság Arany érdemkeresztjét ítélték neki oda. 1986-tól 1987-ig Humboldt-ösztöndíjasként volt az NSZK-ban, 1990-ben pedig a Hamburgi Egyetem vendégtanára. 1997-ben Széchényi professzori ösztöndíjat kapott.
2021-ben hunyt el hosszas betegeskedés után. 2021. május 31-én helyezték el nyugalomra a Szegedi református temetőben.

## Családja
Felesége (1975-től) Lőrik Eszter volt. Két gyermeke Anna (1977) és András (1979).

## Politikai működése
Gergely András a rendszerváltás idejétől aktívan részt vett a politikai életben. 1988-tól és 1996-ig a Magyar Demokrata Fórum tagja volt, részt vett a párt programjának kidolgozásában is. 1989-től 1990-ig az MDF külügyi bizottságának tagja, majd vezetője volt. 1996-tól az Magyar Demokrata Néppárt tagja. 1996-tól a Magyar Polgári Együttműködés Egyesület elnökségi tagja, 1997-től ügyvezető elnöke. Az 1990-es és 1994-es magyarországi országgyűlési választáson képviselőjelölt volt.

## Diplomáciai munkája
Az 1990-es években a Külügyminisztériumban dolgozott. 1991-től 1992-ig a Külügyminisztérium főtitkára volt. 1992-től 1994-ig a Dél-afrikai Köztársaságban volt Magyarország nagykövete pretoriai állomáshellyel (1993-tól 1994-ig akkreditálva Mozambikba és Szváziföldre is). 1999-től 2002-ig Hollandiában volt nagykövet hágai székhellyel.

## Főbb művei
- Széchenyi eszmerendszerének kialakulása, Budapest, 1972, 177 p[6]
- Kiegyezés után (Szász Zoltánnal közösen), Budapest, 1978, 266 p[6]
- Egy gazdaságpolitikai alternatíva a reformkorban: a fiumei vasút, Budapest, 1982, 162 p[6]
- Egy nemzetet az emberiségnek. Tanulmányok a magyar reformkorról és 1848-ról, Budapest, 1987, 503 p[6]
- Áruló vagy áldozat? István, az utolsó magyar nádor rejtélye, Gyomaendrőd, 1989, 151 p[6]
- (szerk. Spira Györggyel és Sashegyi Oszkárral) Széchenyi István válogatott művei I–III., Budapest, 1991[6]
- 1848-ban hogy is volt? Tanulmányok Magyarország és Közép-Európa 1848-49-es történetéből, Budapest, 2001, 518 p[6]
- (szerk.) Magyarország története 1790–1918, Budapest, 2003, 556 p[6]
- Széchenyi István, Pozsony, 2006, 243 p[6]
- Egy nemzet születése. Magyarország története 1790–1848, Budapest, 2009[6]
- Hungary in the Age of Reform and Revolution 1830–1849, New York, 2011[6]

## Díjai
- A Magyar Érdemrend tisztikeresztje (2018)[8]